# Palazzo Gio Francesco Balbi
Il palazzo Gio Francesco Balbi, detto anche palazzo Balbi Cattaneo, è un edificio storico italiano, sito in via Balbi 2, con affaccio anche su piazza della Nunziata, nel centro storico di Genova. È uno dei Palazzi dei Rolli che furono designati, al tempo della Repubblica di Genova, a ospitare gli ospiti di alto rango durante le visite di stato per conto del governo genovese.
L'edificio è fra i 42 palazzi dei rolli selezionati e dichiarati Patrimonio dell'umanità dall'UNESCO il 13 luglio 2006.

## Storia e descrizione
Dimora avita della famiglia Balbi, venne ampliata nel cinquecento da Gio. Francesco, governatore della Repubblica di Genova, che trasformò il vecchio nucleo con l'annessione di alcuni immobili contigui.
Situato a sud del nuovo asse stradale, in una posizione d'angolo privilegiata, il palazzo si amplia nella prima metà del XVII secolo. L'iniziativa, presa dal figlio Stefano, consente di rettificare il fronte stradale dell'edificio, aprendo un "acrobatico" accorpamento (che anticipa il perimetro attuale) un imponente prospetto loggiato.
Presente ancora nel rollo del 1664 a nome Balbi, giunge per via ereditaria alla famiglia Cattaneo della Volta che, nel corso del XVIII secolo, commissiona all'architetto Gregorio Petondi le decorazioni a stucco della facciata e degli interni.
Proprietà di una società assicurativa, nel corso della seconda guerra mondiale subisce il crollo delle coperture. La ricostruzione è opera dell'architetto Luigi Carlo Daneri che si attiene ai caratteri della composizione originaria, restituendo per analogia elementi strutturali e decorativi.
Fu acquistato nel 2001 dall'Università degli Studi di Genova, per destinarlo a sede di uffici e aule della Scuola di Scienze Umanistiche.

## Quadreria
È sede di un'importante quadreria settecentesca, oggetto di furto nel 1997 durante lavori di ristrutturazione. Alcune tele, in seguito recuperate, sono state ricollocate nella sede originaria, nel locale adibito ad aula magna:
- Ritratto del Doge Giovanni Battista Cattaneo della Volta. eseguito da Gio Enrico Vaymer, mostra il doge Giovanni Battista, soprannominato “il Supremo” (691/93), durante la cerimonia di elezione, vestito del robbone in velluto rosso e affiancato dai simboli del potere.
- Ritratto di dama di casa Cattaneo con la figlia, altra opera di Gio. Enrico Vaymer.
- Ritratto del Doge Nicolò Cattaneo della Volta. ritrae Nicolò, figlio di Giovanni Battista e Maddalena Gentile, doge nel biennio 1736/38, rappresentato a modello del ritratto del padre.
- Ritratto del Doge Cesare Cattaneo della Volta, fratello di Nicolò, doge dal 1748 al 1750, eseguito da Pellegro Parodi, pittore figlio di Domenico.

## Galleria d'immagini

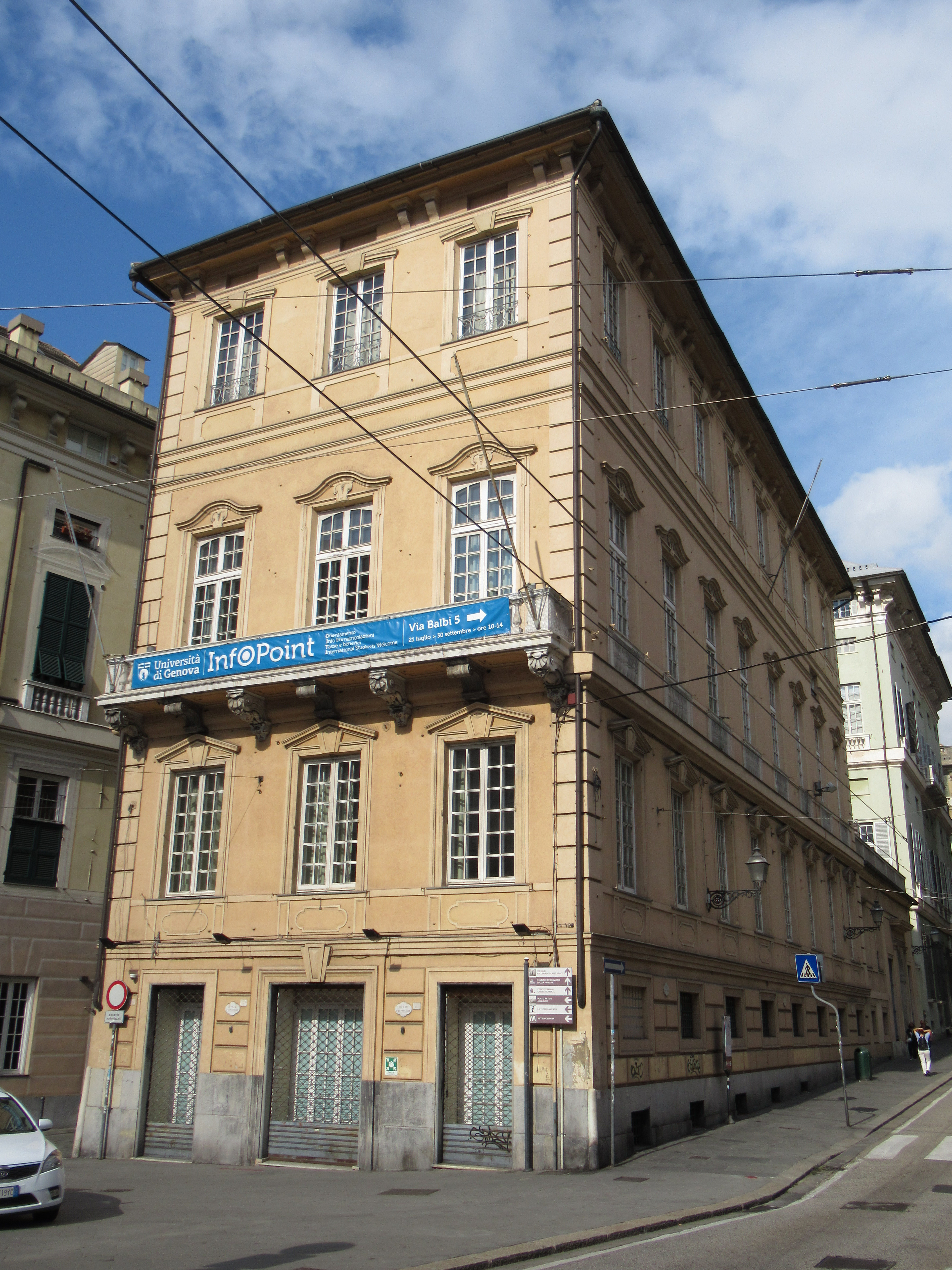
La facciata da piazza della Nunziata
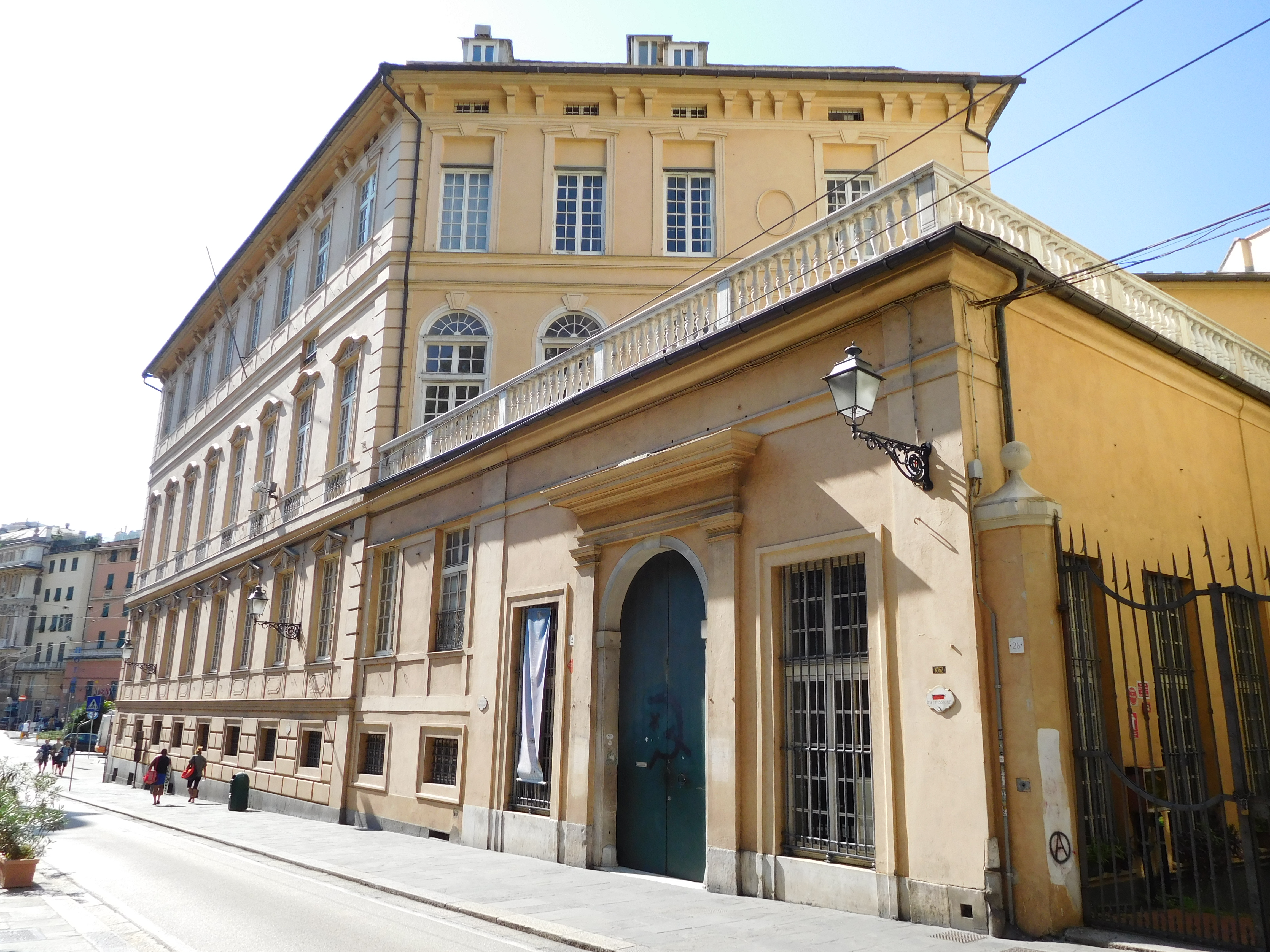
Il palazzo visto da via Balbi
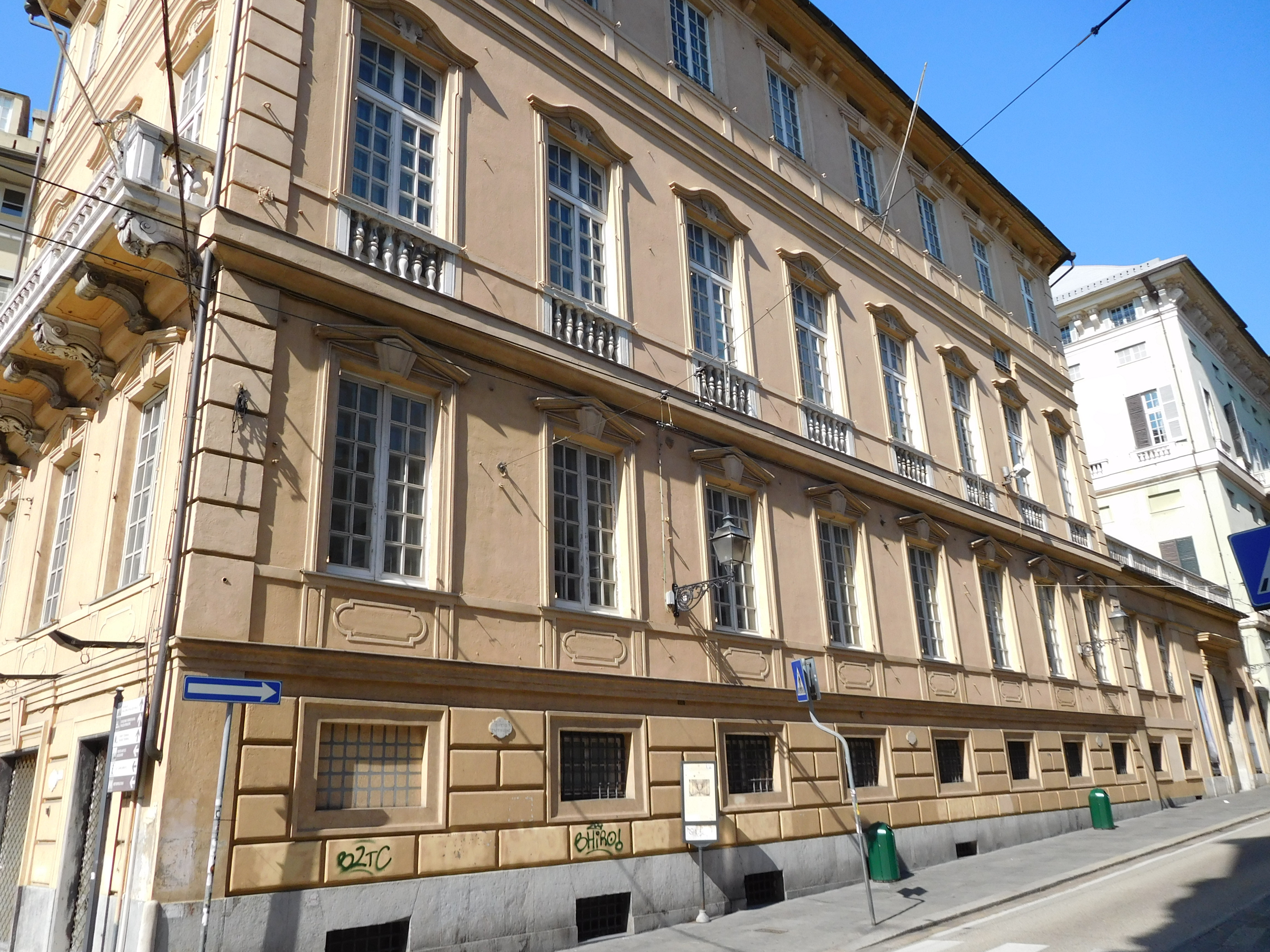
La facciata da via Balbi
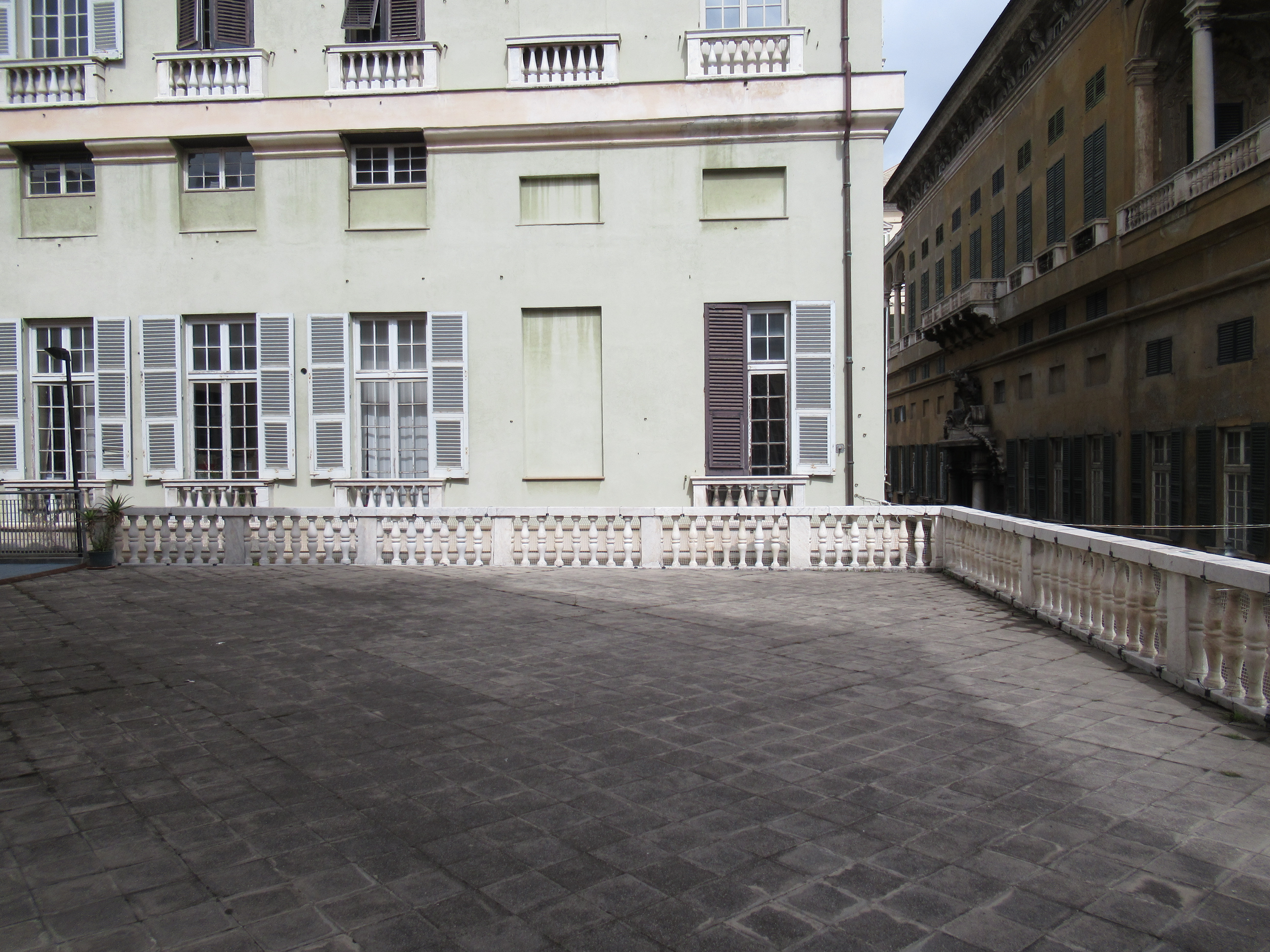
La terrazza

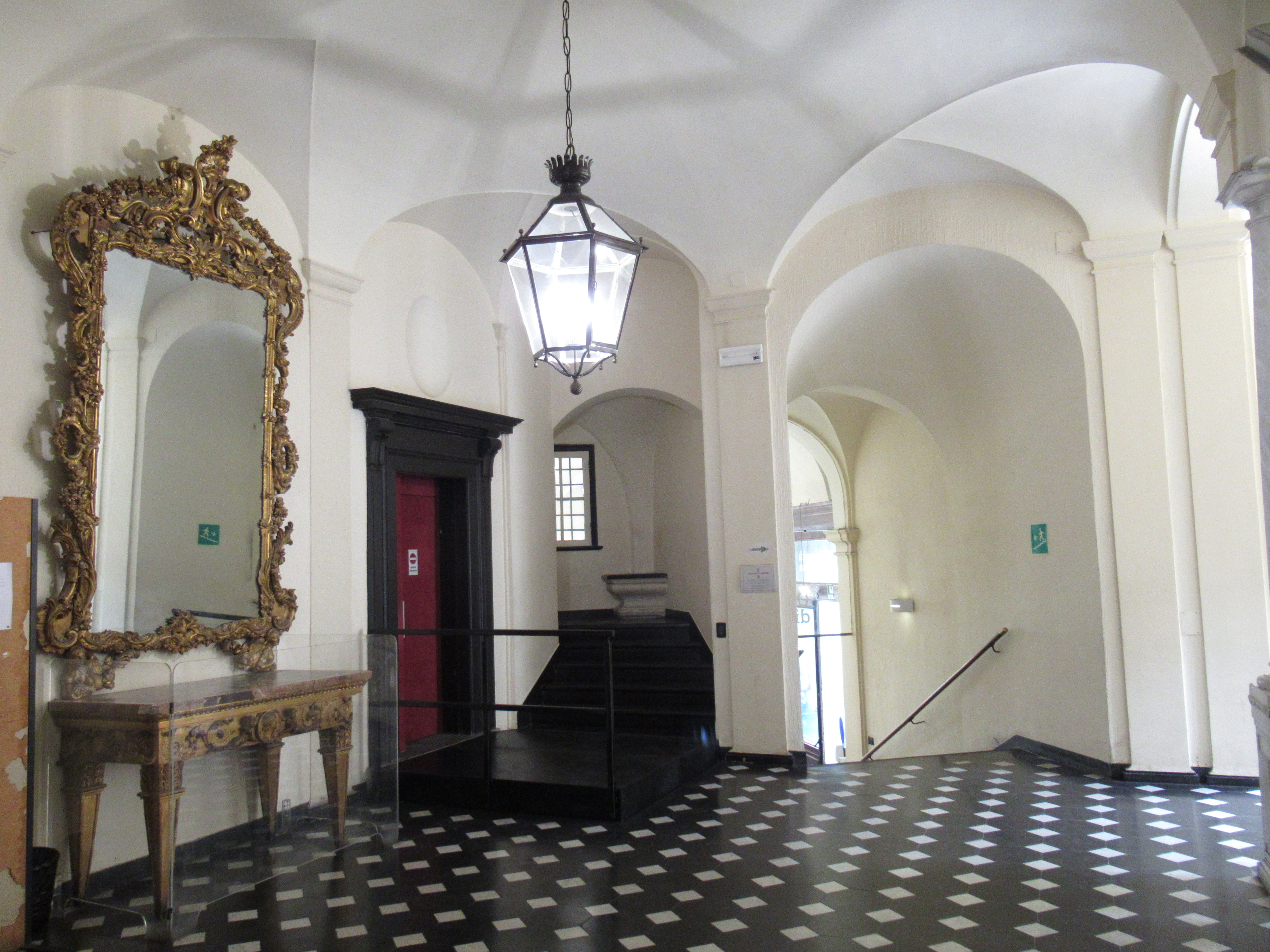
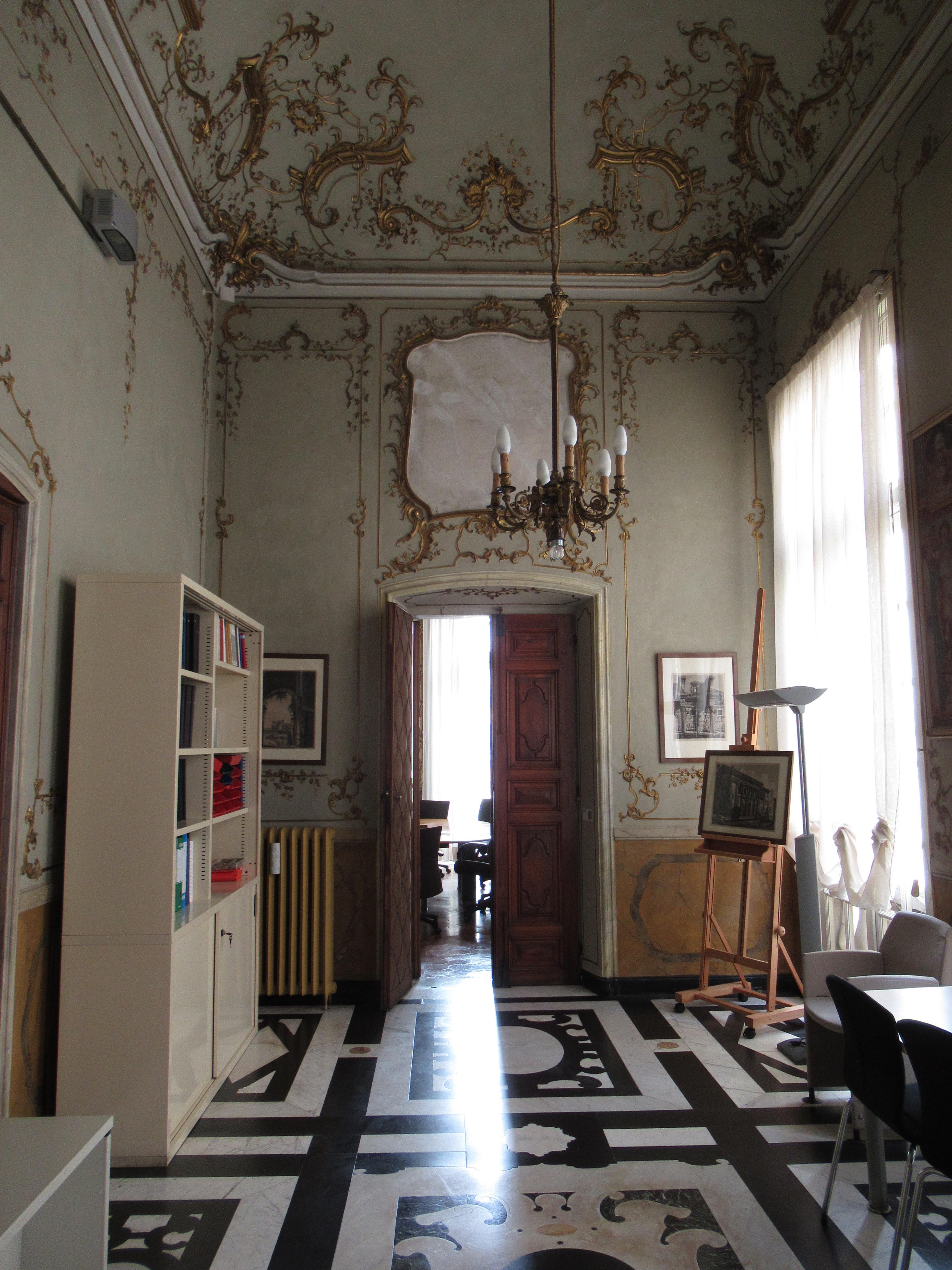
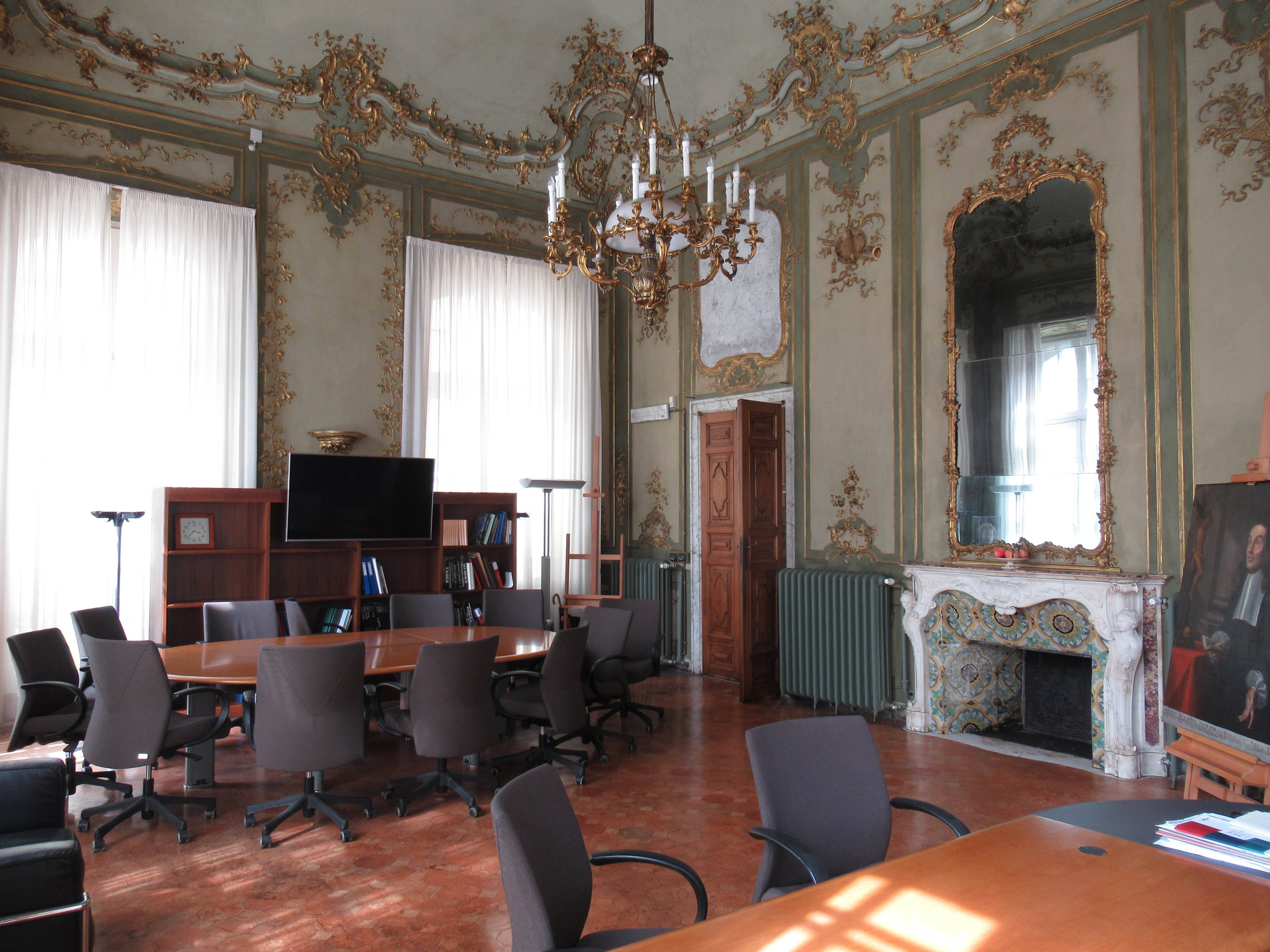
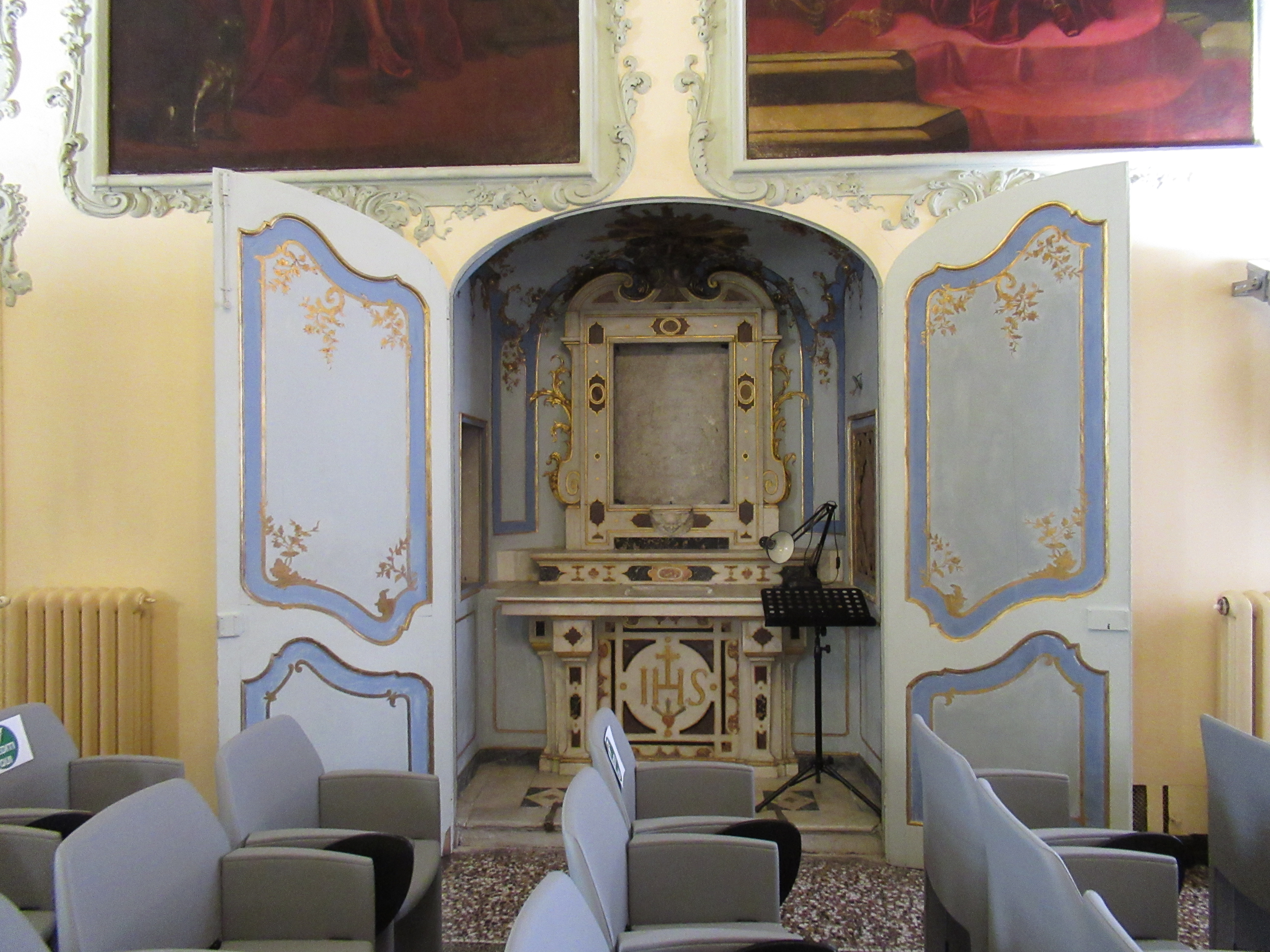
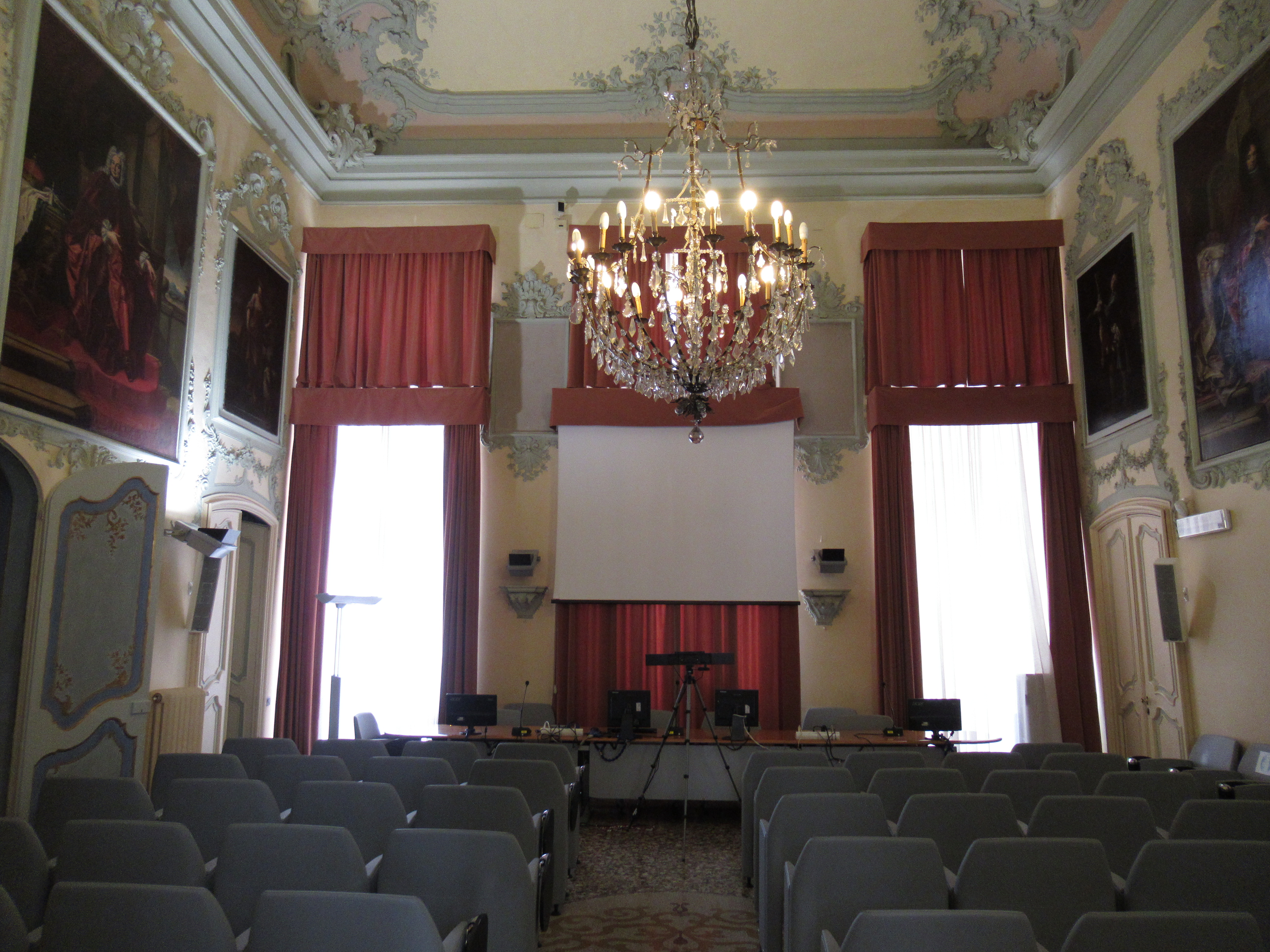
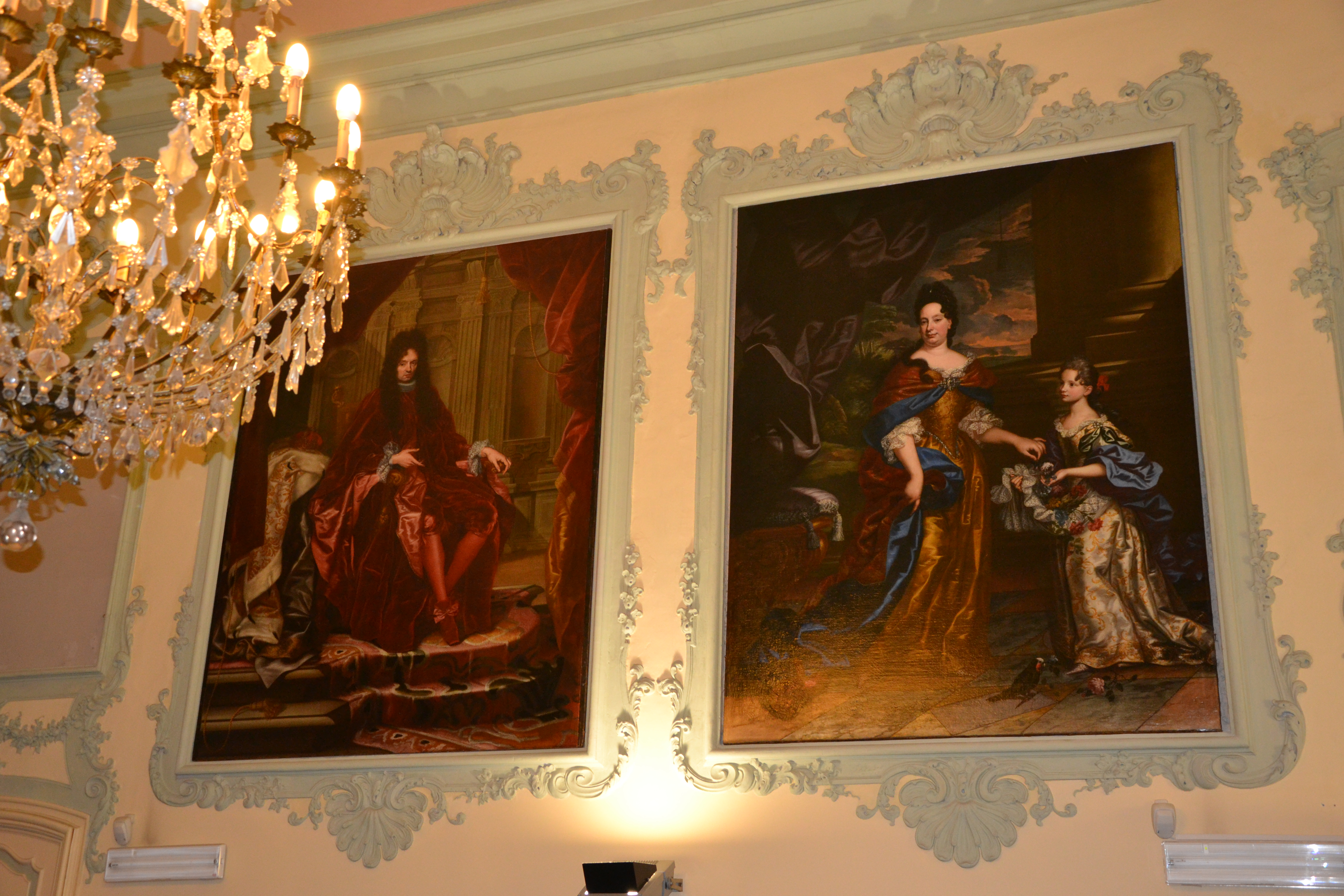
Ritratto del Doge Giovanni Battista Cattaneo della Volta, Gio Enrico Vaymer